# Allotrichoma lateralis
Allotrichoma lateralis is een vliegensoort uit de familie van de oevervliegen (Ephydridae). De wetenschappelijke naam van de soort is voor het eerst geldig gepubliceerd in 1860 door Loew als Hecamede laleralis.